# Masbate City
Masbate City (Masbateño: Syudad san Masbate; Bikol: Ciudad nin Masbate; Cebuano: Dakbayan sa Masbate; Filipino: Lungsod ng Masbate) ist ein Ort der philippinischen Provinz Masbate und der gleichnamigen Insel. 
Er ist gleichzeitig Hauptort der gleichnamigen Provinz. Laut Zensus vom 1. August 2015 leben in Masbate City 95.389 Menschen.

## Persönlichkeiten
- Mar Vincent Diano (* 1997), Fußballspieler